# كابتوبريل
كابتوبريل (rINN) تلفظ ‎[ˈkæptəprɪl]‏ يندرج الكابتوبريل تحت فئة من الأدوية تسمى مثبطات الأنزيم المحول للأنجيوتنسين ACE inhibitors.و يستخدم لتحسين البقيا بعد النوبات القلبية، ويمكن استخدامه للوقاية من إصابة الكلية عند بعض المرضى السكريين، ولعلاج فرط ضغط الدم الشريانى. ويعتبر كابتوبريل أول مثبط للانزيم المحول للانجيوتنسين ACE، ويعتير طفرة طبيه لتقنيته الجديدة في التأثير والعمل، بالإضافة إلى تطوره الكبير.يسوق عقار الكابتوبريل من قبل شركة بريستول مايرز سكويب تحت الاسم التجاري Capoten.

## الاستخدام الطبى
يستخدم الكابتوبريل في توسيع الاوعية الدموية وإعاقة بعض أنشطة الوظائف الكلوية.وتظهر هذه الفوائد في الحالات الاتية:
1) ارتفاع ضغط الدم
أمراض القلب مثل قصور القلب الاحتقانى.
3) حماية وظائف الكلى في حالة اعتلال الكلية السكري
بالإضافة إلى ذلك، يؤدى تناول العقار إلى رفع الحالة المزاجية لبعض المرضى.ويتسق هذا مع ملاحظة أن نماذج فحص الحيوانات تشيير إلى نشاط مضاد للاكتئاب لهذا المركب، وإن كان هناك دراسة واحدة سلبية. ولم تجرى حتى الآن فحوصات واختبارات طبية على مرضى يعانون من الاكتئاب.
ويستخدم الكابتوبريل أيضا في علاج مرض السرطان.

## التاريخ
طور الكابتوبريل عام 1975 من قبل ثلاثة باحثين في شركة أدوية سكويب الأمريكية (تسمى الآن «بريستول مايرز سكويب»): ميغيل اونديتى، برنار روبن وديفيد كوشمان. قدمت سكويب الدواء إلى المنظمة الأمريكية لبراءات الاختراع (U.S patent protection) في فبراير 1976 وصدقت المنظمة على هذا الدواء في سبتمبر 1977.
وكان تطوير عقار الكابتوبريل من النجاحات المبكرة لهذا المفهوم الثوري لتطوير تركيب العقار structure-based drug design. وقد تم دراسة نظام ال "renin-angiontensin-aldosterone" دراسة شاملة في القرن العشرين ولوحظ أن هذا النظام يقدم فرص عديدة لتطوير طرق جديدة لعلاج فرط ضغط الددم الشريانى "hypertension"، وأثمرت محاولات وجهود معامل سكويب البالغة إلى تطوير عقار مثبط للانزيم المحول للانجيوتنسين ASE وهو الكابتوبريل.
فتولى «أونديتى» و«كوشمان» وزملائهم العمل على تطوير هذا العقار في عام 1960 مع فريق من الباحثين في الكلية الملكية للجراحين بإنجلترا تحت قيادة «جون فان».وكانت الانطلاقة الأولى بواسطة كيفن "Kevin K.F.Ng " في عام 1967 عندما وجد أن التحويل للأنجيوتنسين الأول للأنجيوتنسين الثاني وقع في الدوران الرئوي بدلا من البلازما. في المقابل اكتشف «سيرجيو فيريرا» أختفاء البراديكينين " bradykinin " في طريقه خلال الدوران الرئوى. وقد كان يعتقد أن تحويل أنجوتنسن الأول للأنجيوتنسين الثاني وتعطيل ال "bradykinin" بواسطة الانزيم نفسه.
في عام 1970، وباستخدام ال (BPF (bradykinin potentiating factor والذي قدم بواسطة «سيرجيو فريرا»، اكتشف "vane" و"NG" أن تحويل الانجوتنسين الأول إلى الانجوتنسين الثاني كان يمنع في طريقه خلال الدوران الرئوى.وقد اكتشف لاحقا أن ال BPF (bradykinin potentiating فاكتور هو بيبتايد موجود في تجويف في سم أفعى "Bothrops jararaca" وقد تم تطوير الكابتوبريل من هذا الببتيد بعد أن اكتشف أن التعديل المبنى على QSAR الانشطار الجزئي ل "sulfhydryl" الموجود في البيبتايد يوفر مثبط للانزيم المحول ASE فعال.
وحاز العقار على موافقة هيئة ال FDA في يونيو 1981. وطرح الدواء للمستهلك في الولايات المتحدة في فبراير 1996 كمنتج حصرى لشركة «بريستول ميرز سكويب» (Bristol-Myers Squibb)

## تطورات عقار الكابتوبريل

### قيود الكابتوبريل
والأعراض الجانبية والمعاكسة للكابتوبريل ممائلة لمثبطات الأنزيم المحول للأنجيوتنسين الأخرى.ويصاحب استخدام الكابتوبريل ظهور الطفح جلدي واضطرابات المذاق كفقدان التذوق، الناتجة عن انشطار ال sulfhydryl.
ويعتبر الكابتوبريل فقير نسبيا من ناحية الفارمكوكينتيك، فبسسب قصر مدة نصف الحياة "short half-life" يتطلب أخذ الجرعة من مرتين إلى ثلاث مرات في اليوم مما قد يقلل امتثال المريض.

### مثبطات الأنزيم المحول للأنجيوتنسين ASE اللاحقة
أدت السلبيات السابقة في الكابتوبريل إلى تطوير مثبطات لاحقة.وثد صممت هذه المثبطات لتقليل انشطار ال sulfhydryl المسؤلة عن الطفح الجلدى وتغير المذاق.ومعظم مثبطات اللاحقة تعطى عن طريق الفم لتطوير التوافر البيولجى للعقارات الطبية عن طريق الفم.وجميعهم لديهم نصف حياة أطول وتعطى مرة أو مرتين يوميا، وهذ قد يحسن امتثال المريض.

## الآثار الضارة
الآثار الضارة لكابتوبريل تشمل السعال، وذمة وعائية ، agranulocystosis، بروتينية، فرط بوتاسيوم الدم، تغيير الذوق، المسخية، نقص ضغط الدم الوضعي، فشل كلوي حاد ونقص الكريات البيض. 
باستثناء نقص ضغط الدم الوضعي الذي يحدث بسبب تأثير الكابتوبريل السريع والقصير، معظم الآثار الجانبية المذكورة هي مشتركة لجميع مثبطات الأنزيم المحول للأنجيوتنسين ASE. من بين هذه، يعتبر السعال هو الأكثر شيوعا نتيجة لارتفاع مستويات ال bradykinin.و يمكن أن يحدث أرتفاع في مستوى البوتاسيوم في الدم وخاصة في حالة استخدامه مع الأدوية الأخرى التي ترفع مستوى البوتاسيوم في الدم مثل البوتاسيوم

## وصلات خارجية
- كابتوبريل الآثار الجانبية: ذاكري
- الولايات المتحدة للبراءات 4.046.889
- دراسة RxList : Capoten